# 卯原內站

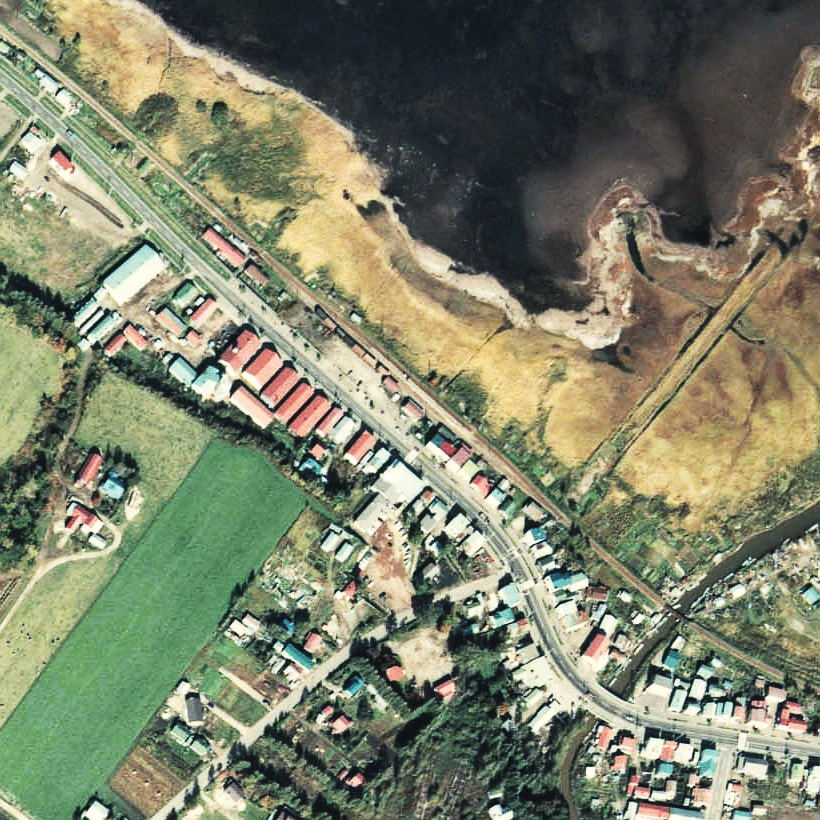
1977年的卯原內站與方圓約500米範圍。右下方是網走方向。上方設有能取湖。當時設有1面2線的島式月台，車站大樓一方設有副本線、貨物起卸線和貨物月台。圖中可看見貨物月台中設有貨物車輛停泊。後來副本線靠近網走一方的路段撒走了，該路軌變成維護路軌用的待機線。貨物線在後年撤走，只剩下本線。

卯原內站（日语：／ Ubaranai eki */?）是位於北海道網走市字卯原內，日本國有鐵道（國鐵）的湧網線車站（廢站）。隨著湧網線廢線，車站在1987年（昭和62年）3月20日廢除。

## 歷史
- 1935年（昭和10年）10月10日 - 鐵道省湧網東線網走站至此站之間開通，此站啟用[1]。當時為一般車站[1]。
- 1936年（昭和11年）10月10日 - 此站至常呂站之間開通，成為中途車站。
- 1949年（昭和24年）6月1日 - 日本國有鐵道成立，成為日本國有鐵道車站。
- 1953年（昭和28年）10月22日 - 佐呂間站至下佐呂間站（後來為濱佐呂間站）之間開通。中湧別站至網走站間全線開通。路線名稱改名為湧網線。
- 1982年（昭和57年）3月29日 - 結束處理貨物和行李[1]，成為無人車站。
- 1987年（昭和62年）3月20日 - 湧網線全線廢除，此站也廢除[1]。

## 車站構造
截至車站廢除前，車站是一座地面車站，設有1面1線的島式月台（只使用單邊）。月台位於路軌南邊（網走方向會開啟右邊車門）。曾經設有1面2線的島式月台，當時可進行列車交會。截至1983年（昭和58年），靠近車站大樓一方的月台在廢除交會後，靠近中湧別一方的轉轍器還存在，該路軌變成了側線。本線靠近中湧別一方設有路軌分支，連接車站大樓旁邊的側線。
此站是無人車站，在有人車站時代還有車站大樓。大樓位於站內南邊，鄰接站內平交道（越過側線），連接月台中央部分。大樓是一座木造建築物。另外，截至1983年（昭和58年），站內還有貨物月台，現時用作附近農協的停車場。

## 站名的由來
車站名稱取自當地地名。地名原來阿伊努語，共有數個說法。其中一個說法是「ウパラライ（u-par-ray）」（意思：互相、川口、死），或者是「オパラライ（o-par-ray）」（意思：河口死了？），或者是「オパラナイ（o-para-nay）」（意思：川口、廣寬、川）。

## 使用狀況
- 在1981年度（昭和56年度），1日上下車人次為81人[2]。

## 車站周邊
- 國道238號（日语：国道238号）（鄂霍次克國道）[5]
- 北海道道591號嘉多山卯原內停車場線（日语：北海道道591号嘉多山卯原内停車場線）
- 北海道道1087號網走常呂單車徑線（日语：北海道道1087号網走常呂自転車道線） - 使用湧網線廢線遺址用作單車行人專用道路（日语：自転車歩行者専用道路）。
- 卯原內郵局[5]
- 網走市立第五中學
- 網走市立西丘小學
- 鄂霍次克網走農業協同組合卯原內分所
- 卯原內川[5]
- 能取湖 - 車站北邊約0.1公里[2]
- 海蓬子生長地
- 網走バス網走巴士（日语：網走バス網走巴士）「卯原內（鐵道紀念館）」巴士站

## 現況

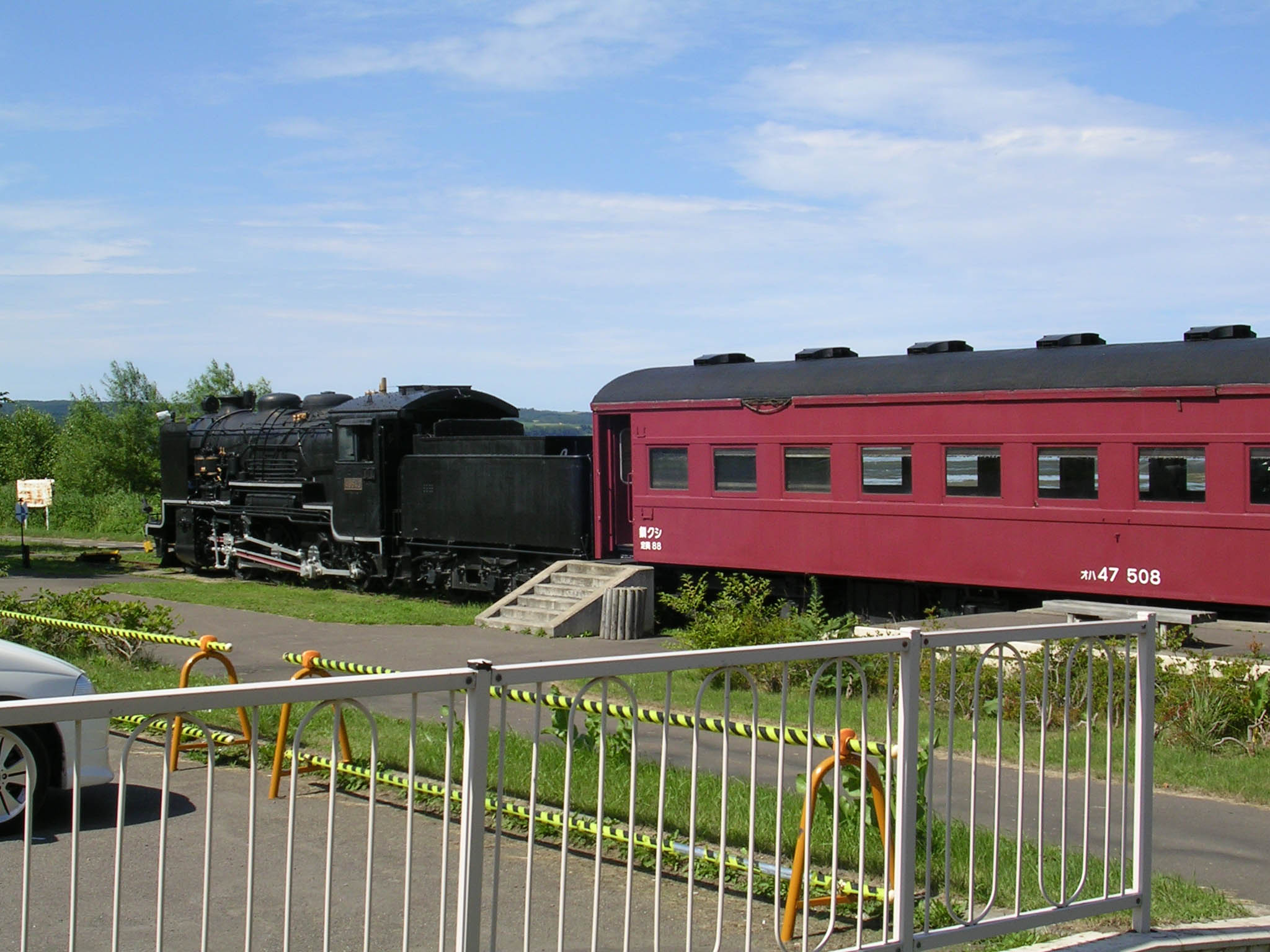
卯原內交通公園（2007年8月）

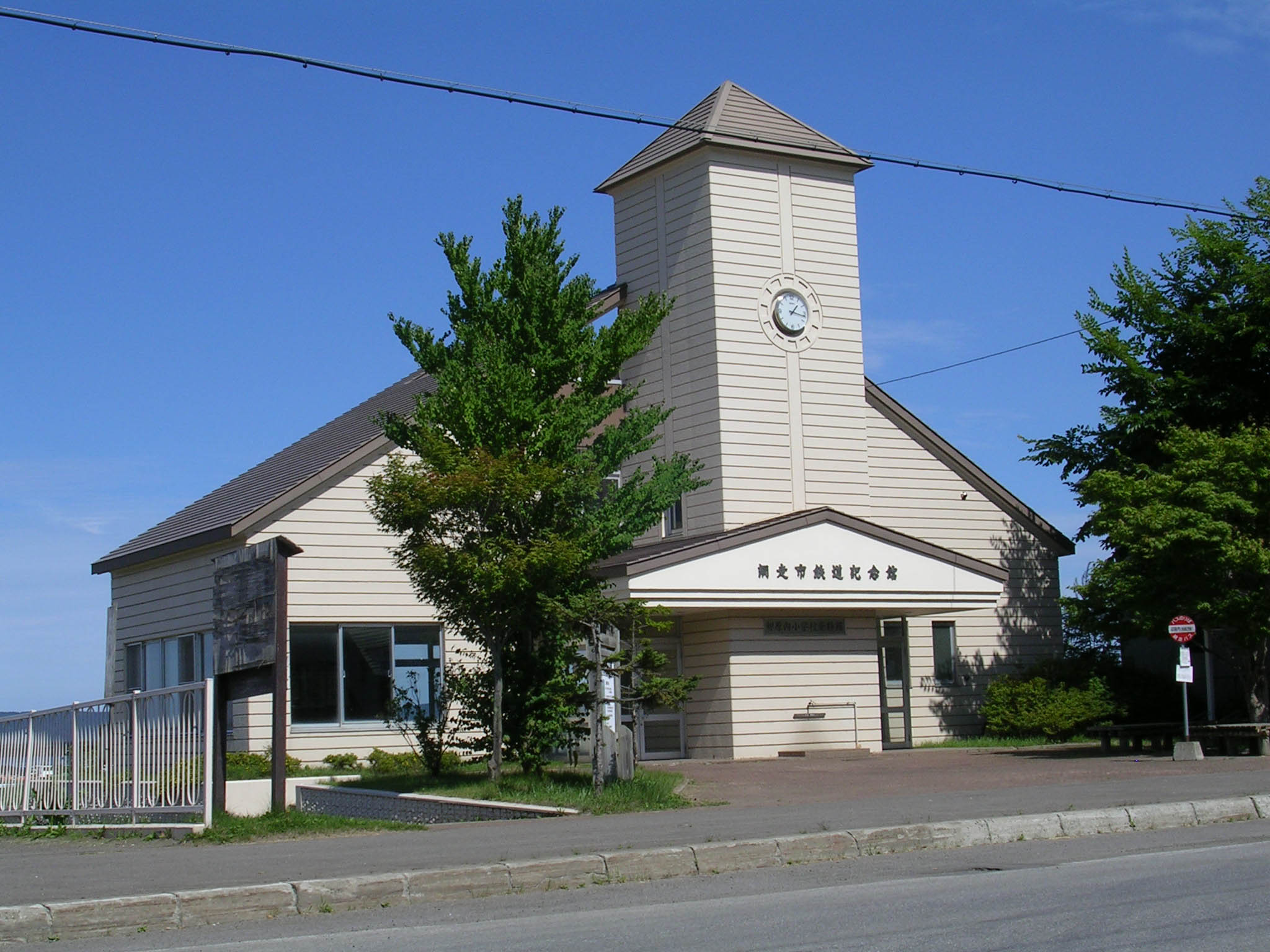
網走市鐵道紀念館

舊站於1988年（昭和63年）1月起由網走市建設「卯原內交通公園」。月台、路軌還保留當時的面貌。並且停泊了9600型蒸汽機車49643號機，機車連結了國鐵舊型客車#OHa47形#OHa47 508。OHa47於車內部分位置進行小量改裝，從前於夏天可於車內住宿。49643號機附近設置了平交道警報機。在公園內設有展板，記載了湧網線的歷史與路線地圖。
另外，鄰接公園處設有兼任巴士總站的時尚建築物，建築物名為「網走市鐵道紀念館」。2樓展出了閉塞器、標籤、維護路軌用具、鐵路用品、車票、相片等湧網線相關展品。建築物內設有咖啡店「禿鷹」。
以上東西截至2010年（平成22年）和2011年（平成23年）還存在。
車站遺址附近的路軌遺址建設了單車行人專用道路，道路名稱為北海道道1087號網走常呂單車徑線。

## 相鄰車站
日本國有鐵道
湧網線 
北見平和－卯原內－二見中央臨時乘降場－二見岡

## 注腳
1. 1 2 3 4 5 6  石野哲（編）. . JTB. 1998: 916. ISBN 978-4-533-02980-6 （日语）.
2. 1 2 3 4 5 6 7 8  宮脇俊三 (编). . 原田勝正. 小學館. 1983-7: 162. ISBN 978-4093951012 （日语）.
3. ↑  太田幸夫. . 富士Comtem. 2004-2: 170. ISBN 978-4893915498 （日语）.
4. ↑   (PDF). アイヌ語地名リスト. 北海道 環境生活部 アイヌ政策推進室. 2007  [2017-10-20]. （原始内容 (PDF)存档于2018-04-17） （日语）.
5. 1 2 3  . 地勢堂. 1980-3: 46 （日语）.
6. 1 2 3 4 5  白川淳 (编). . JTB Can Books. JTB出版. 1998-10: 58. ISBN 978-4533030963 （日语）.
7. ↑  日比政昭. . 廣濟堂Best Book（日语：廣済堂あかつき） 166 ビジュアル改訂版. 廣濟堂出版（日语：廣済堂出版）. 2011-1: 44. ISBN 978-4331801697 （日语）.
8. 1 2  今尾惠介 (编). . JTB出版. 2010-3: 51–52. ISBN 978-4533078583 （日语）.
9. 1 2 3  本久公洋. . 北海道新聞社. 2011-9: 106–107. ISBN 978-4894536128 （日语）.